# CV del Bover
CV del Bover (CV Bootis) és un estel variable a la constel·lació del Bover situada a 844 anys llum del sistema solar. Visualment s'hi troba a 32 minuts d'arc al sud-est de Alkalurops (μ Bootis).

## Sistema estel·lar
CV del Bover és una binària eclipsant amb un període orbital de 0,847 dies. La seva lluentor varia entre magnitud aparent +10,65 i +11,48. Els seus components són dues nanes grogues de tipus espectral G3V i G5V respectivament. En l'eclipsi principal la lluentor d'aquesta binària disminueix 0,80 magnituds.

## Característiques de les components
L'estrella G3V és la component més lluminosa —un 58% més que el Sol— i té una temperatura efectiva de 5.760 ± 150 K. És un 3% més massiva que el Sol i, amb un radi de 1,26 radis solars, gira sobre si mateixa amb una velocitat de rotació d'almenys 71 km/s. El seu acompanyant té una temperatura de 5.670 ± 150 K. És un 28% més lluminosa que el Sol i té una massa de 0,97 masses solars. El seu radi és un 17% més gran que el del Sol i la seva velocitat de rotació projectada és de 67 km/s. Són estels vells finalitzant la seva etapa en la seqüència principal, sent la seva edat estimada 10.000 milions d'anys
Existeix una discrepància significativa en la grandària de la component secundària, que és un 10% major del que caldria esperar d'acord als models d'evolució estel·lar. Aquesta diferència —observada també en altres binàries eclipsants com V1061 del Cigne i UV dels Peixos— se sol explicar per l'existència de forts camps magnètics associats amb activitat cromosfèrica, els quals tendeixen a inhibir els moviments de convecció; l'estructura de l'estel s'ajustaria incrementant la seva grandària, de manera que la seva superfície radiara la mateixa quantitat d'energia.